# Panorama sur la Tour Eiffel
Pour plus de détails, voir Fiche technique et Distribution.
Panorama sur la Tour Eiffel est un film documentaire américain réalisé par James White, sorti en 1900.

## Synopsis
La caméra exécute un panoramique vertical de bas en haut sur la Tour Eiffel depuis le champ de Mars, suivi aussitôt d'un panoramique vertical de haut en bas. Au début du film, et à la fin surtout, des visiteurs et quelques visiteuses de l'Exposition universelle de Paris, observent avec curiosité en direction de l'objectif de la caméra, et l'un d'entre eux salue l'opérateur en soulevant son chapeau melon et un autre commence à mimer une danse. 

## Fiche technique
- Titre original : Panorama of Eiffel Tower
- Titre francophone : Panorama sur la Tour Eiffel
- Réalisation : James White
- Production : Edison Manufacturing Company
- Photographie : James White
- Durée : 1 minute et 21 secondes
- Format : 35 mm à double jeu de 4 perforations rectangulaires Edison, noir et blanc, muet
- Date de sortie : États-Unis : 1900

## Analyse
Après les premiers films du cinéma (1891-1895), il faut attendre encore un peu « pour que les opérateurs effectuent des contre-plongées ou utilise le panoramique vertical de bas en haut qui se termine obligatoirement en contre-plongée et dirige l’axe de prise de vues de la caméra vers le ciel. Cette configuration pose en effet un problème inextricable. » À l'arrivée, quand le ciel a envahi le cadrage, l'image a tendance à être sur-exposée, non pas à cause d'un mauvais réglage, mais à cause de l'émulsion elle-même qui est du type orthopanchromatique, c'est-à-dire qu'elle rend les rouges en gris neutre et qu'elle ignore pratiquement le bleu, dont le rendu est le blanc. Les ciels sont ainsi toujours délavés et sur leur surface les nuages blancs sont imperceptibles. Lever son axe de prise de vues vers le ciel est en conséquence jugé comme une faute technique. Mais James White, envoyé à Paris par Edison pour en ramener des films étonnants, a déjà effectué des panoramiques (ce qu'il appelle des "panoramas", comme Louis Lumière nommait "panoramas Lumière" les premiers travellings). Des panoramiques horizontaux ambitieux, embrassant quelque 120°, place de l'Opéra, place de la Concorde, devant l'Assemblée nationale... Face à la Tour Eiffel, dont la destinée à l'époque, était d'être démontée après l'exposition, James White ne résiste pas à la tentation de l'immortaliser. Il n'a pas d'autre solution que de tenter un double panoramique vertical. Le ciel est délavé, certes, mais le document est exceptionnel, et représente historiquement le premier panoramique vertical.